# Wantzosaurus
Wantzosaurus is een geslacht van uitgestorven temnospondyle Batrachomorpha (basale 'amfibieën') uit de familie Trematosauridae. Fossielen zijn gevonden in de Midden-Saamena-formatie (Sakamena-groep) uit het Vroeg-Trias van wat nu Madagaskar is. Het toonde aanpassingen voor een bijna volledig aquatische levensstijl, met het vermogen om te zwemmen door zijdelingse golving. Een pelagische levensstijl voor dit dier wordt gesuggereerd. Zijn snuit is zeer langwerpig, waarnaar ook de soortaanduiding verwijst.
De typesoort Wantzosaurus elongatus werd in 1961 benoemd door Jean-Pierre Lehman. Lehman had echter al eerder, in 1955, het geslacht als zodanig benoemd. Het in 1966 door Lehman benoemde Ifasaurus elongatus, gebaseerd op MNHN 3034, een stukje schedeldak, kan een jonger synoniem zijn. Hetzelfde kan gelden voor de door hem in 1966 gemelde Aphaneramma sp.
Het holotype MNHN MAE303 bestaat uit een schedel. In 2002 werd een jong individu beschreven door Steyer, specimen RHMA01.